# Блюменау, Леонид Васильевич
Леонид Васильевич Блюменау (Блуменау) (21 сентября 1862, Шум, Санкт-Петербургская губерния — 10 ноября 1931, Ленинград) — русский советский профессор неврологии и невроанатом, представитель петербургской (ленинградской) неврологической школы. переводчик.

## Биография
Родился 21 сентября 1862 года в селе Шум (ныне — в Кировском районе Ленинградской области).
В 1880 году окончил Первую Санкт-Петербургскую гимназию и поступил в Медико-хирургическую академию, где был учеником И. П. Мержеевского.
Защитил диссертацию «К учению о давлении на мозг» и в 1889 году стал доктором медицины. Затем совершил двухлетнюю заграничную научную поездку по ряду европейских стран, в частности, стажировался в Италии у К. Гольджи, в Германии у П.Флексига, в Париже у Ж. М. Шарко и Ж. Маньяна. С 1892 года — приват-доцент Санкт-Петербургской Медико-хирургической академии.
С 1897 года работал ординатором неврологического отделения больницы в Варшаве. В 1903 году был избран профессором кафедры нервных болезней Клинического института Великой княгини Елены Павловны (Еленинский клинический институт).
В 1929 году Л. Блюменау выступил одним из 8 номинаторов на присуждение академику И. П. Павлову Нобелевской премии.
Умер в Ленинграде 10 ноября 1931 года.

## Научная и литературная деятельность
Л. В. Блюменау — автор 69 научных публикаций, основной из которых является «Мозг человека», где излагается морфология и физиология мозга в связи с клиникой.
Добавочное клиновидное ядро продолговатого мозга иногда называют «ядром Блуменау» .
Был также поэтом, оставил после себя около 250 стихотворений и поэму Hypatia (Ипатия). Занимался литературными переводами. Перевел на русский много произведений с латыни, греческого и немецкого языков. Своим любимым поэтом считал Николауса Ленау.